# Кабрил (Пампильоза-да-Серра)
Кабрил (порт. Cabril) — район (фрегезия) в Португалии, входит в округ Коимбра. Является составной частью муниципалитета Пампильоза-да-Серра. По старому административному делению входил в провинцию Бейра-Байша. Входит в экономико-статистический субрегион Пиньял-Интериор-Норте, который входит в Центральный регион. Население составляет 309 человек на 2001 год. Занимает площадь 34,47 км².